# 鳥囀斎栄寿
鳥囀斎 栄寿（ちょうてんさい えいじゅ、生没年不詳）とは、江戸時代の浮世絵師。

## 来歴
鳥文斎栄之の門人。俗名不明、栄寿斎とも号す。作画期は寛政の頃で、栄之風の錦絵8点ほどが作として知られる。

## 作品
- 「見立高尾太夫」　横大判（大大判）錦絵　東京国立博物館、大英博物館、ボストン美術館所蔵
- 「太夫を打ち出す大黒天」　大判錦絵　中右瑛コレクション
- 「見立忠臣蔵七段目」　中判錦絵　所蔵先不明
- 「四天王五番続 一　卜部季武　玉屋小紫」　大判錦絵、揃物　ベルリン東洋美術館所蔵
- 「四天王五番続 三　源頼光　扇屋花扇」　大判錦絵、揃物　たばこと塩の博物館所蔵
- 「川岸に立つ装束の役者」　大判錦絵　所蔵先不明
- 「丁子屋内□□□□」 大判錦絵 所蔵先不明
- 「丁子や内豊住」　大判錦絵　メトロポリタン美術館所蔵 黒雲母摺（ブラント目録にない作品）
- 「恵比寿と煙の中にいる遊女たち」　ルーマニア国立美術館所蔵